# Alpha (azienda)
La Alpha è una etichetta discografica francese di musica classica.

## Storia
Fondata nel 1999 da Jean-Paul Combet, la Alpha è specializzata nella produzione di dischi di musica barocca, in particolare del XVII secolo.
Dal 2006 è entrata a far parte del gruppo Outhere.

## Artisti prodotti
- Cafè Zimmermann
- Diabolus in Musica
- L'Arpeggiata, dir. Christina Pluhar
- Le Poème Harmonique, dir. Vincent Dumestre
- Sophie Watillon
- Frédérick Haas